# Tiemen Wijnen
Tiemen Wijnen (2 mei 2000) is een Belgisch voetballer die  als middenvelder voor Roda JC Kerkrade speelt.

## Carrière
Tiemen Wijnen speelde in de jeugd van KRC Genk. In de zomer van 2018 maakte hij de overstap naar Roda JC Kerkrade. Hier maakte hij zijn debuut in het profvoetbal op 30 november 2018, in de met 0-5 gewonnen uitwedstrijd tegen TOP Oss.

### Statistieken
| Seizoen                        | Club             | Land           | Competitie     | Competitie | Competitie | Beker | Beker | Overig | Overig | Totaal | Totaal |
| Seizoen                        | Club             | Land           | Competitie     | Wed.       | Dlp.       | Wed.  | Dlp.  | Wed.   | Dlp.   | Wed.   | Dlp.   |
| ------------------------------ | ---------------- | -------------- | -------------- | ---------- | ---------- | ----- | ----- | ------ | ------ | ------ | ------ |
| 2018/19                        | Roda JC Kerkrade | Nederland      | Eerste divisie | 1          | 0          | 0     | 0     | —      | —      | 1      | 0      |
| Carrièretotaal                 | Carrièretotaal   | Carrièretotaal | Carrièretotaal | 1          | 0          | 0     | 0     | 0      | 0      | 1      | 0      |
| Bijgewerkt op 23 december 2018 |                  |                |                |            |            |       |       |        |        |        |        |

1 Bucker ·
4 Koglin ·
5 Jansen ·
6 Spieringhs ·
7 Razak ·
8 Müller ·
9 Çukur ·
10 Schwirten ·
11 Griffith ·
13 Röseler ·
14 Breij ·
15 Beerten ·
16 Treichel ·
17 Džepar ·
18 Köther ·
20 Leijten ·
21 Kongolo  ·
22 Kruiver ·
23 Steins ·
24 Boti ·
26 El Meliani ·
27 Bangura ·
30 Van Hemelryck ·
31 Maiorano ·
32 Moro ·
33 Timmermans ·
34 Veendorp ·
35 Doulashi ·
47 Seedorf ·
52 El Maach ·
72 Vancsa ·
77 Sejdiu ·
97 Baeten ·
Coach: Sibum
· Assistent-coach: Henkens
· Assistent-coach: Luijpers
· Keeperstrainer: Telgenkamp